# Nodozana bifasciata
Nodozana bifasciata är en fjärilsart som beskrevs av Rothschild 1913. Nodozana bifasciata ingår i släktet Nodozana och familjen björnspinnare. Inga underarter finns listade i Catalogue of Life.